# 灵鹫寺 (广丰)
28°28′04″N 118°20′18″E / 28.46778°N 118.33833°E
灵鹫寺位于江西省上饶市广丰县东北部的东阳乡，原名宝积禅院，为全县现存最早创建的古刹，距今已有一千二百年历史。据清同治年间县志记载：“宝积禅院，在三十九都，今名灵鹫寺，唐元和间建”。现为江西省14座重点保护古庙之一。
传说为杭州灵隐寺僧明道、智开开山创建，故与灵隐寺同属临济宗。传元皇庆间更名为灵鹫寺，不过南宋诗人杨万里曾有诗宿灵鹫禅寺，作于淳熙六年（1179年），可见最迟12世纪该寺就以灵鹫之名称世。清末灵鹫寺达到历史鼎盛时期。20世纪80年代后成为广丰县佛教协会所在地，直至广灵寺建成。1984年6月经省人民政府批准为省重点开放寺庙，1986年被列为广丰县文物保护单位。
寺西侧有宋张叔夜衣冠冢。